# ディラック定数
換算プランク定数（かんさんプランクていすう、英: reduced Planck constant）またはディラック定数（ディラックていすう、英: Dirac's constant）ħ は、プランク定数 h を 2π で割った物理定数である。

## 数値
2019年5月20日に施行された新しいSIの定義では、プランク定数を定義値として定めることによって質量（キログラム）を定義している。このためディラック定数も定義値となり、不確かさのないものとなった。
その値は
{\displaystyle {\begin{aligned}\hbar \equiv {\frac {h}{2\pi }}&=1.054\ 571\ 817...\times 10^{-34}\ {\mbox{J}}\cdot {\mbox{s}}\\&=6.582\ 119\ 569...\times 10^{-16}\ {\mbox{eV}}\cdot {\mbox{s}}\end{aligned}}}
である。
ħ は「エイチ・バー」と読む。

## 物理的意義
物理的には、プランク定数が周波数 ν とエネルギー E の間の比例定数を意味するのに対して、換算プランク定数は角周波数 ω とエネルギー E の間の比例定数を意味する。すなわち、
{\displaystyle E=h\nu ={\frac {h}{2\pi }}\cdot 2\pi \nu =\hbar \omega }
の関係が成り立っている。また、以下のように運動量 p と角波数 k の間の比例定数と見ることもできる。
{\displaystyle p={\frac {h}{\lambda }}={\frac {h}{2\pi }}{\frac {2\pi }{\lambda }}=\hbar k}
ディラック定数は原子単位系における作用の単位である。

### 角運動量
電子の軌道角運動量 L の大きさ |L| と z 成分 Lz は
{\displaystyle {\begin{aligned}&|{\boldsymbol {L}}|={\sqrt {l(l+1)}}\hbar \\&L_{z}=m\hbar \end{aligned}}}
と表され:138,334頁、ディラック定数を基本単位としていることが分かる。ここで、n を主量子数とすると、l は l = 0, 1, 2, 3, ⋯, n − 1 までの値を取る方位量子数:335頁、m は m = 0, ±1, ±2, ⋯, ±l の (2l + 1) 個の値を取る磁気量子数で:138頁、軌道角運動量を極座標 (r, θ, φ) で表わした場合の角部分が l、動径部分が m である。また、電子のスピン角運動量は ±1/2ħ で、量子力学の分野ではプランク単位系を用いることが多く、その場合の電子のスピンは ±1/2 と書き、この ±1/2 をスピン量子数と呼ぶ。
二原子分子の回転運動を表す際、J を回転量子数とすると、回転の角運動量の大きさは √J(J + 1)ħ、回転運動のエネルギーは BJ(J + 1) と表され、回転定数 B の中に B = ħ2/2I とディラック定数が現れる。ここで、I は分子の重心まわりの主慣性モーメントの非零成分である:51頁。

### 不確定性原理
量子力学によって記述されるような物理現象の観測においては、不確定性原理によって位置の不確かさ Δx と運動量の不確かさ Δp の積 Δx⋅Δp、あるいはエネルギーの不確かさ ΔE と時間の不確かさ Δt の積 ΔE⋅Δt は、ħ/2 より小さくなることはないとして
{\displaystyle {\begin{aligned}&\Delta x\cdot \Delta p\geq {\frac {\hbar }{2}}\\&\Delta E\cdot \Delta t\geq {\frac {\hbar }{2}}\end{aligned}}}
と表される:303頁。

## 記号
ディラック定数には H にバーを付した Ħ の小文字 ħ が用いられることもあるが、Unicode には専用の文字 U+210F ℏ planck constant over two pi が用意されている。またTeXでは \hbar コマンドが用いられる。
| 記号 | Unicode | JIS X 0213 | 文字参照         | 名称                        |
| ---- | ------- | ---------- | ---------------- | --------------------------- |
| ℏ    | U+210F  | 1-3-61     | &#x210F; &#8463; | PLANCK CONSTANT OVER TWO PI |